# Pháp Hưng vương
Pháp Hưng Vương (trị vì 514–540) là người trị vì thứ 23 của Tân La. Ông có tên húy là Kim Nguyên Chung (김원종, 金元钟).
Trong thời gian ông trị vì, Phật giáo đã trở nên khá phổ biến tại Tân La, song tôn giáo này đã được các vị sư tăng Cao Câu Ly đưa vào vương quốc từ trước đó rất lâu, dưới thời Nột Kỳ ni sư kim. Một trong các triều thần của Pháp Hưng Vương tên là Dị Thứ Đốn (Ichadon), ông đã cải sang Phật giáo và thậm chí đã xuống tóc. Ông liên tục cầu khẩn quốc vương nhận Phật giáo làm quốc giáo và Pháp Hưng Vương trên thực tế cũng đã trở nên yêu mến các giáo lý của Đức Phật. Tuy nhiên, các triều thần khác của Tân La hết sức phản đối chuyện này, và bày tỏ phản đối nhà vua. Pháp Hưng Vương đã bị các triều thần thuyết phục và cuối cùng đã miễn cưỡng thay đổi quyết định. Vào thời điểm này, Dị Thứ Đốn nghĩ đến việc tử vì đạo và đã cầu xin với nhà vua hành quyết ông trước công chúng vì chính nghĩa Phật giáo. Nhà vua từ chối làm điều này, do vậy Dị Thứ Đốn đã chủ tâm thóa mạ các triều thần của vương quốc, và do đó kích động sự giận dữ của nhà vua. Cuối cùng, Dị Thứ Đốn bị hành quyết trước công chúng, song ông đã bị chặt đầu từ trước, ông tuyên bố rằng máu chảy từ cơ thể mình sẽ không có màu đỏ và có màu trắng sữa. Theo Tam quốc di sự (Samguk Yusa), lời tuyên bố này được chứng minh là đúng, và màu máu sữa của Dị Thứ Đốn đã làm các triều thần kinh hoàng. Do hành động tử vì đạo của Dị Thứ Đốn, Pháp Hưng Vương cuối cùng đã chọn Phật giáo làm quốc giáo.
Một liên minh bằng con đường hôn nhân được hình thành giữa Tân La (đời vua Pháp Hưng Vương) và thành bang Cổ Ninh Già Da vào năm 522.
Năm 532, Pháp Hưng Vương phái quân Tân La tấn công thành bang Kim Quan Già Da (đời vua Cừu Hành Vương). Đối mặt với cuộc tấn công này của Tân La, Cừu Hành Vương đã lựa chọn đầu hàng và đưa gia đình cùng của cải châu báu đến Tân La. Cừu Hành Vương và gia đình được xếp vào hàng cao thứ hai trong chế độ cốt phẩm của Tân La là "chân cốt" và bản thân ông ta được xếp hạng Thượng đại đẳng (Sangdaedeung), và cho phép giữ lãnh thổ trước đây.
Năm 540, Pháp Hưng Vương qua đời, cháu là Kim Tam Ma Tướng (김삼맥종, 金三麻将) lên kế vị ngôi vua Tân La, tức là Tân La Chân Hưng Vương.

## Gia đình
- Phụ thân: Trí Chứng Vương.
- Mẫu thân: Diên Đế (Yeonje) phu nhân, họ Phác, con gái của Đăng Hân (Deungheun).
- Vương đệ: Lập Tông cát văn vương Cừu Trân (Gujin).
- Vương đệ: Kim Chân Tông (Kim Jinjong).